# Ancylus ashangiensis
Ancylus ashangiensis é uma espécie de gastrópode da família Ancylidae.
É endémica da Etiópia.